# Înot sincron la Jocurile Olimpice
Înotul sincron a fost inclus în programul olimpic de Jocurile Olimpice de vară din 1984 de la Los Angeles.

## Clasament pe medalii
Actualizat după Jocurile Olimpice de vară din 2012.
| Loc   | Țară                             | Aur | Argint | Bronz | Total |
| ----- | -------------------------------- | --- | ------ | ----- | ----- |
| 1     | Rusia (RUS)                      | 8   | 0      | 0     | 8     |
| 2     | Statele Unite ale Americii (USA) | 5   | 2      | 2     | 9     |
| 3     | Canada (CAN)                     | 3   | 4      | 1     | 8     |
| 4     | Japonia (JPN)                    | 0   | 4      | 8     | 12    |
| 5     | Spania (ESP)                     | 0   | 3      | 1     | 4     |
| 6     | China (CHN)                      | 0   | 1      | 2     | 3     |
| 7     | Franța (FRA)                     | 0   | 0      | 1     | 1     |
| Total | Total                            | 16  | 14     | 15    | 45    |

## Sportivii cei mai medaliați
| Sportiv            | Țară  | Perioadă  | Aur | Argint | Bronz | Total |
| Anastasia Davîdova | Rusia | 2004–2012 | 5   | 0      | 0     | 5     |
| Anastasia Ermakova | Rusia | 2004–2008 | 4   | 0      | 0     | 4     |
| Olga Brușinika     | Rusia | 2000–2004 | 3   | 0      | 0     | 3     |